# 李元熹
李元熹（韓語：이원희，1981年7月19日—）是首爾市人，韩国柔道运动员。
韓國柔道選手，前韓國柔道國家隊員，體重73公斤，曾獲2003年世界大學運動會柔道比賽金牌、2003年世界柔道錦標賽73公斤級金牌、2003年亞洲錦標賽柔道比賽73公斤級金牌、2006年杜哈亞洲運動會73公斤級金牌以及2004年夏季奧林匹克運動會柔道比賽73公斤級金牌。自2011年起，擔任龍仁大學柔道競技指導學系教授，任職時為該科系史上最年輕教授。